# Fredrik August Ekström
Fredrik August Ekström, född 5 januari 1819 i Ulrika Eleonora församling, Stockholm, död 24 maj 1901 i Öregrunds församling, Stockholms län. Ekström var organist och folkskollärare verksam i Gunnilbo församling, öster om Skinnskatteberg, i Västerås stift, sedermera postmästare i Öregrund. Med tanke på den lilla församlingen är det därmed sannolikt att han hade en så kallad skolkantor-tjänst. Han finns representerad i Den svenska psalmboken 1986 med en komposition, ursprungligen kallad "Klockorna", vars tonsättning kom att användas till en av Lina Sandells psalmer (nr 45).
Samma tonsättning användes till nykterhetsrörelsens sång "Härlig är kvällen, fridfull och ren" som publicerades i deras sångbok 1932.

## Psalmer
- Jesus för världen givit sitt liv (1986 nr 45) tonsatt 1860